# 로버트 브레이
로버트 브레이(Robert Bray, 1917년 10월 23일~1983년 3월 7일)는 미국의 배우, 텔레비전 배우이다.
칼리스펠에서 태어났으며 비숍에서 사망하였다.

## 영화
- 크러치 (2004년) - 마이클 역
- 네버 소 퓨 (1959년)
- 네버 러브 어 스트레인저 (1958년)
- 마이 건 이즈 퀵 (1957년) - 마이크 햄머 역
- 페리 메이슨 (1957년)
- 버스 정류장 (1956년)
- 프란시스 조인스 더 WACS (1954년)
- 달려라 래시 (1954년)
- 케인호의 반란 (1954년)
- 로즈 마리 (1954년)
- 네안데르탈 남자 (1953년)
- 러스티 맨 (1952년)
- 론 레인저 - 49년 시리즈 (1949년)
- 크레이 피전 (1949년)
- 블러드 온 더 문 (1948년)
- 미스터 브랜딩스 (1948년) - 워크먼 역
- 딕 트레이시 미츠 그루섬 (1947년)
- 허니문 (1947년)
- 반조 (1947년)
- 독신남 (1947년)